# جودی کرنول
 جودی کرنول (انگلیسی: Judy Cornwell؛ زادهٔ ۲۲ فوریهٔ ۱۹۴۰) یک هنرپیشه اهل بریتانیا است. وی از سال ۱۹۵۹ میلادی تاکنون مشغول فعالیت بوده‌است.
از فیلم‌ها یا برنامه‌های تلویزیونی که وی در آن نقش داشته‌است، می‌توان به فراطبیعی اشاره کرد.

## زندگی شخصی
کرنول در ۱۸ دسامبر ۱۹۶۰ با جان کلسال پری ازدواج کرد و آنها یک پسر با هم دارند. این زوج در برایتون اقامت دارند. 